# Río Yuriuzán
El río Yuriuzán (en ruso: Юрюзань; en baskir: Йүрүҙән) es un río de Rusia, que discurre por la república de Baskortostán y el óblast de Cheliábinsk. Es afluente por la orilla izquierda del río Ufá, en la cuenca del Kama y por tanto del Volga.

## Geografía
Su curso tiene una longitud de 404 km y drena una cuenca de 7.240 km². Su caudal medio es de 55 m³/s. El Yuriuzán desemboca en el embalse Pávloskoye, cera de Karaidel.
Se mantiene bajo los hielos desde la segunda quincena de octubre/diciembre hasta abril. El río es navegables en sus últimos 16 km.
Atraviesa las ciudades de Yuriuzán y Ust-Katav.

### Afluentes
Sus principales afluentes son:
- Bereziak.
- Katav.
- Kutkurka.
- Bulanka.